# Municipio de Williston
El municipio de Williston (en inglés: Williston Township) es un municipio ubicado en el condado de Williams en el estado estadounidense de Dakota del Norte. En el año 2010 tenía una población de 1307 habitantes y una densidad poblacional de 19,09 personas por km².

## Geografía
El municipio de Williston se encuentra ubicado en las coordenadas 48°9′40″N 103°41′25″O / 48.16111, -103.69028. Según la Oficina del Censo de los Estados Unidos, el municipio tiene una superficie total de 68.46 km², de la cual 56,35 km² corresponden a tierra firme y (17,69 %) 12,11 km² es agua.

## Demografía
Según el censo de 2010, había 1307 personas residiendo en el municipio de Williston. La densidad de población era de 19,09 hab./km². De los 1307 habitantes, el municipio de Williston estaba compuesto por el 93,8 % blancos, el 0,31 % eran afroamericanos, el 3,29 % eran amerindios, el 0,54 % eran asiáticos y el 2,07 % eran de una mezcla de razas. Del total de la población el 0,77 % eran hispanos o latinos de cualquier raza.